# Устиян, Иван Григорьевич
Иван Григорьевич Устиян (рум. Ion Ustian; род. 12 сентября 1939, с. Олишканы, Оргеевский жудец, Королевство Румыния) — советский молдавский политический деятель, Председатель Совета Министров Молдавской ССР (1980 — 1985).

## Карьера
Ион Устиян родился в селе Олишканы, входившее в 1939 году в состав румынского цинута Нистру (жудец Орхей).
Политическую карьеру начинал в комсомоле. С 1958 года - инструктор. Член КПСС с 1961 года. С 1961 года - второй секретарь Криулянского районного комитета комсомола Молдавии. С 1962 года - первый секретарь Теленештского районного комитета комсомола Молдавии. С 1965 года - секретарь ЛКСМ Молдавской ССР.
С 1970 года — аспирант Высшей партийной школы при ЦК КПСС.
С августа 1973 года — инструктор ЦК КП Молдавской ССР. В конце 1973 года становится первым секретарём Единецкого райкома КП Молдавской ССР. В 1977 году возглавил отдел сельского хозяйства и пищевой промышленности ЦК КП Молдавской ССР.
С января 1978 года - заместитель Председателя Совета Министров Молдавской ССР. С 30 декабря 1980 года по 24 декабря 1985 года - Председатель Совета Министров Молдавской ССР - Председатель Госплана Молдавской ССР. По совместительству (до 1982 года) был министром иностранных дел Молдавской ССР.
На XXV съезде КПСС (1981) избран членом Центральной ревизионной комиссии.
Депутат Верховного Совета 10 и 11 созывов.

## Образование
В 1965 году окончил Кишинёвский сельскохозяйственный институт. В 1973 году окончил Академию общественных наук при ЦК КПСС. Имеет учёную степень - кандидат экономических наук (1973).
С 1985 года — на преподавательской работе. Доктор экономических наук, профессор кафедры политической экономии и истории экономических учений Молдавской экономической академии. Автор многочисленных научных работ. Почётный председатель Союза писателей им. А.С. Пушкина Республики Молдова.